# Astrocladus euryale
Astrocladus euryale är en ormstjärneart som först beskrevs av Anders Jahan Retzius 1783.  Astrocladus euryale ingår i släktet Astrocladus och familjen medusahuvuden. Inga underarter finns listade i Catalogue of Life.

## Bildgalleri

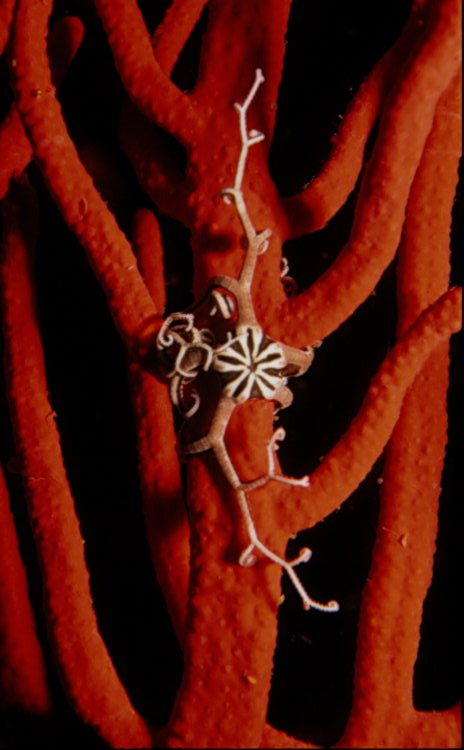
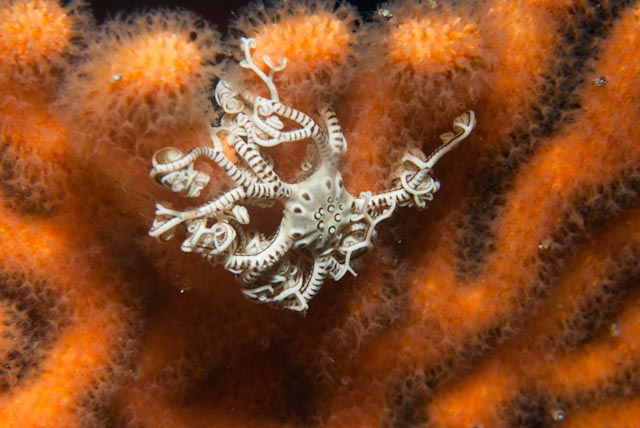